# Carmichaelia nana
Carmichaelia nana é uma espécie de leguminosa da família Fabaceae. É encontrada nas ilhas do Norte e do Sul da Nova Zelândia. Seu status de conservação em 2013 foi definido como "Em Risco (declinante)" de acordo com o Sistema de Classificação de Ameaça da Nova Zelândia, mas em 2018 o risco sobre o mesmo sistema se tornou "Vulnerável Ameaçado-Nacionalmente"

## Descrição
C. nana é uma anã, arbusto crescendo em um denso tapete de 20-60mm de altura e 0.5m de largura

## Taxonomia
A espécie foi primeiro descrita por George Bentham como C. australis var. β nana. Ela foi elevada a nível de espécie por William Colenso em 1864 em "Manual da Flora da Nova Zelândia" por Joseph Dalton Hooker. O epíteto da espécie, nana, é um adjetivo do Latim que significa "diminutivo" ou "anão".

## Habitat
É encontrado em planícies, alpinos, leitos de rios aluviais, terraços, e morenas. 